# Hoogheemraadschap van Rijnland

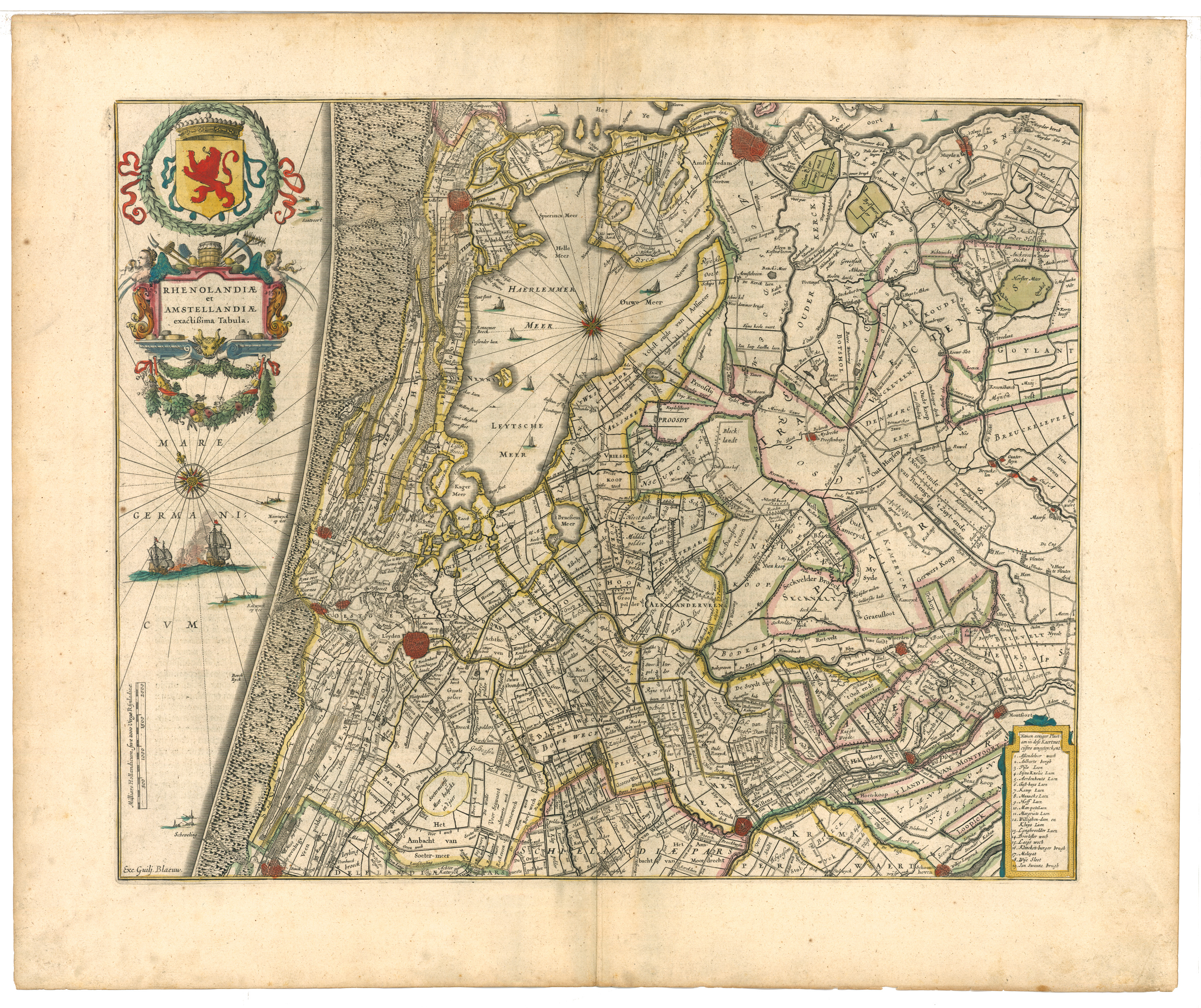
Kaart van Rijnland en Amstelland in de 17e eeuw, gemaakt door Willem Blaeu

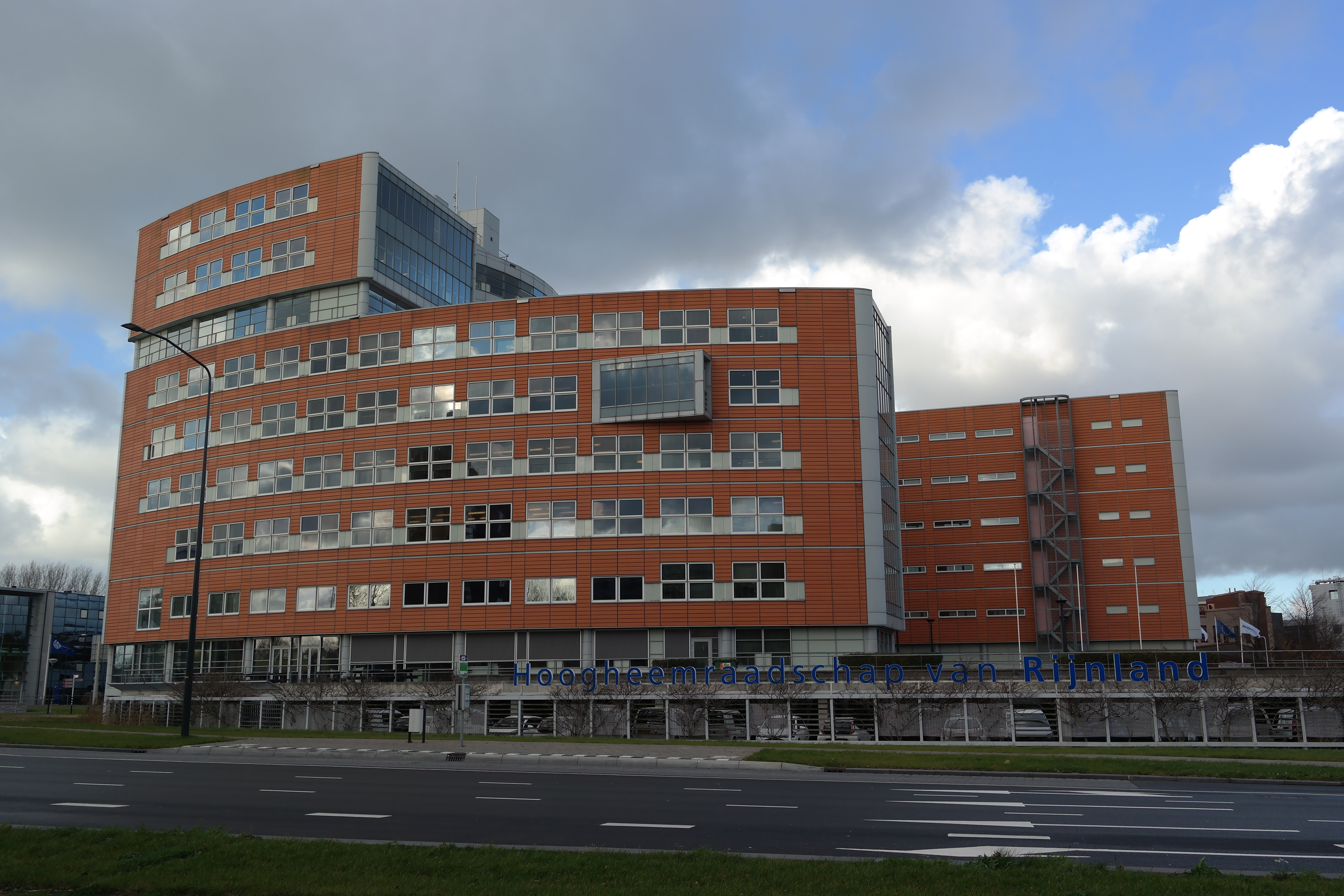
Kantoorgebouw aan de Leidse Archimedesweg

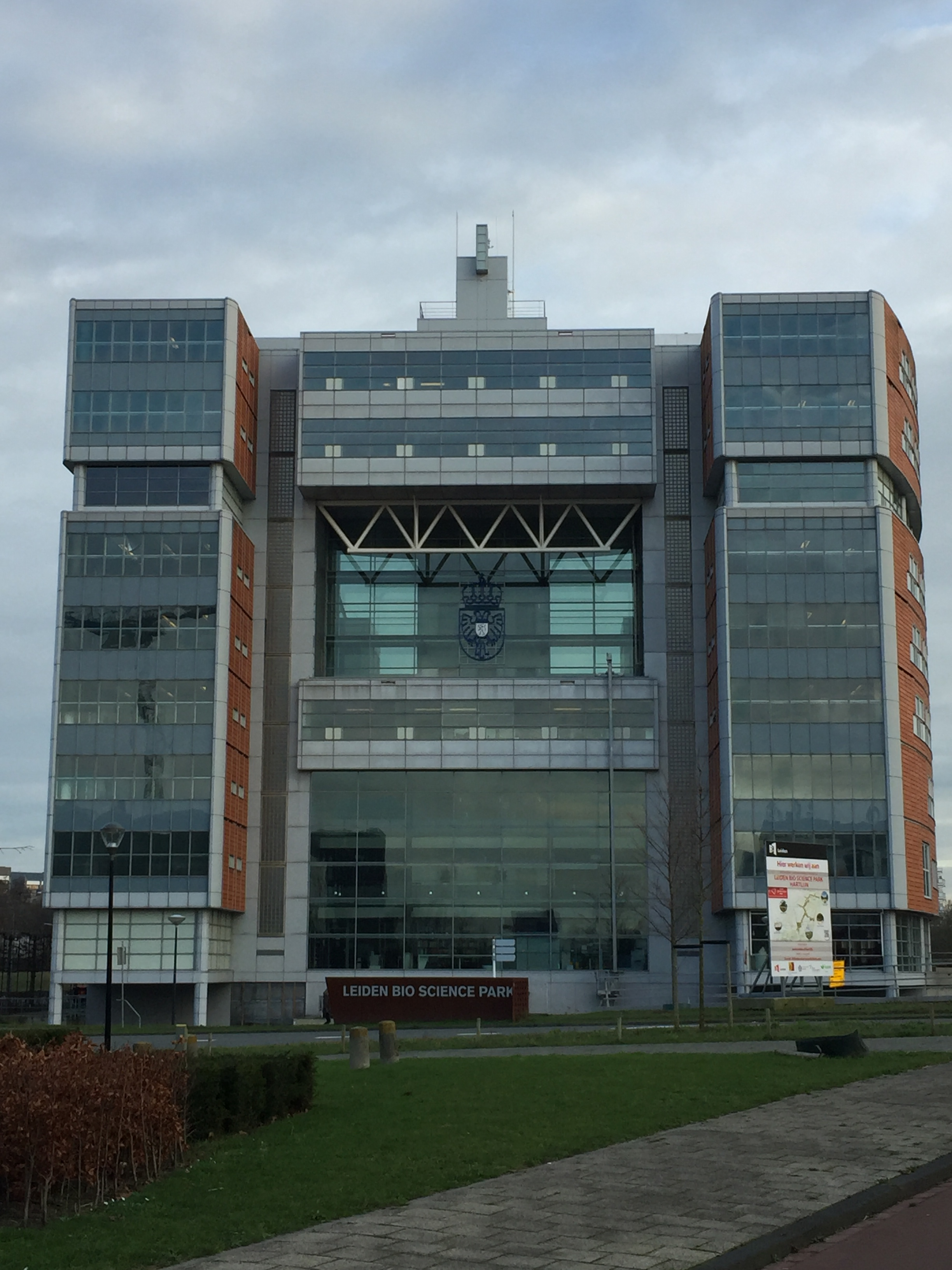
Huidige kantoorgebouw in Leiden

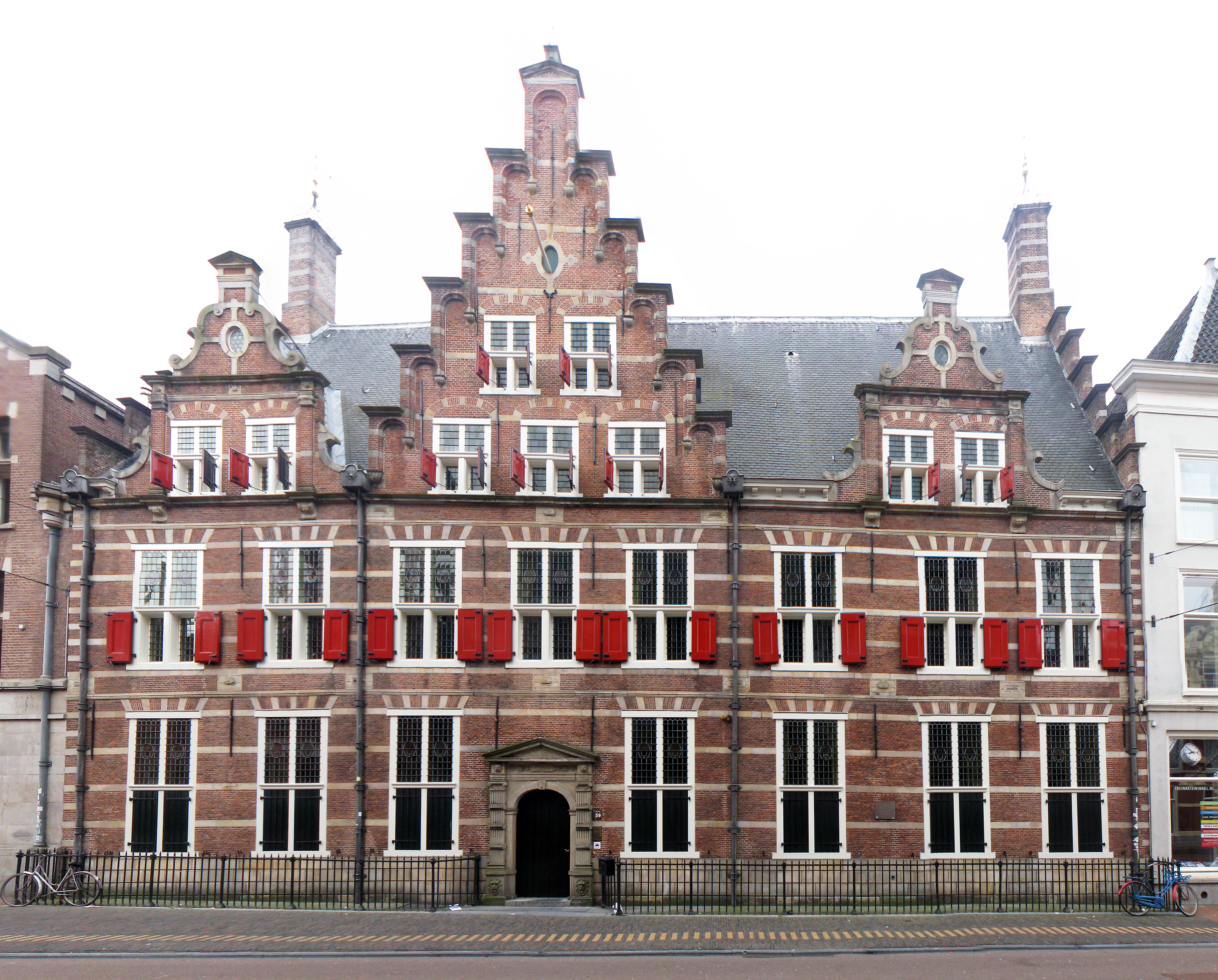
Gemeenlandshuis van Rijnland aan de Breestraat te Leiden

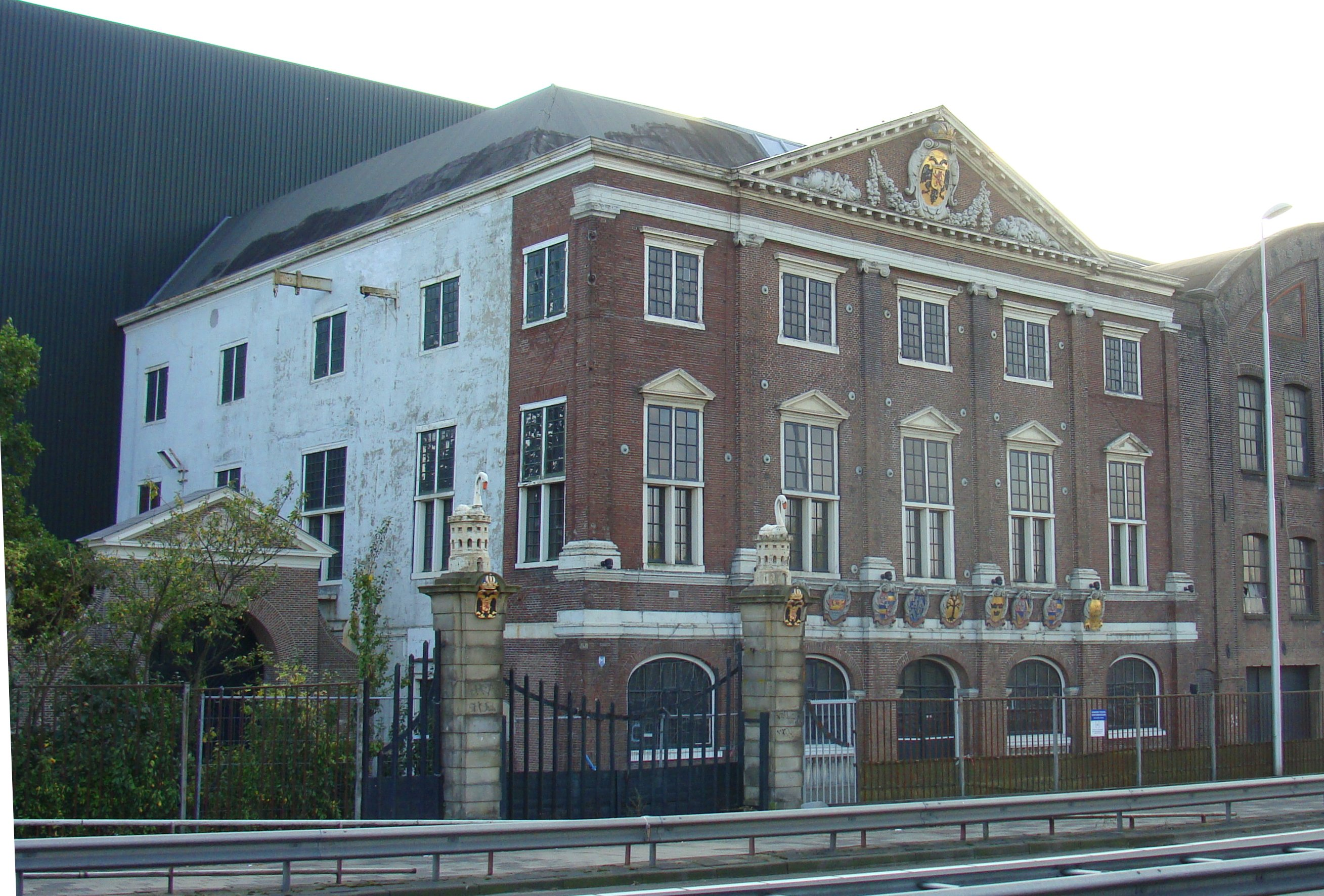
Gemeenlandshuis Swanenburg te Halfweg

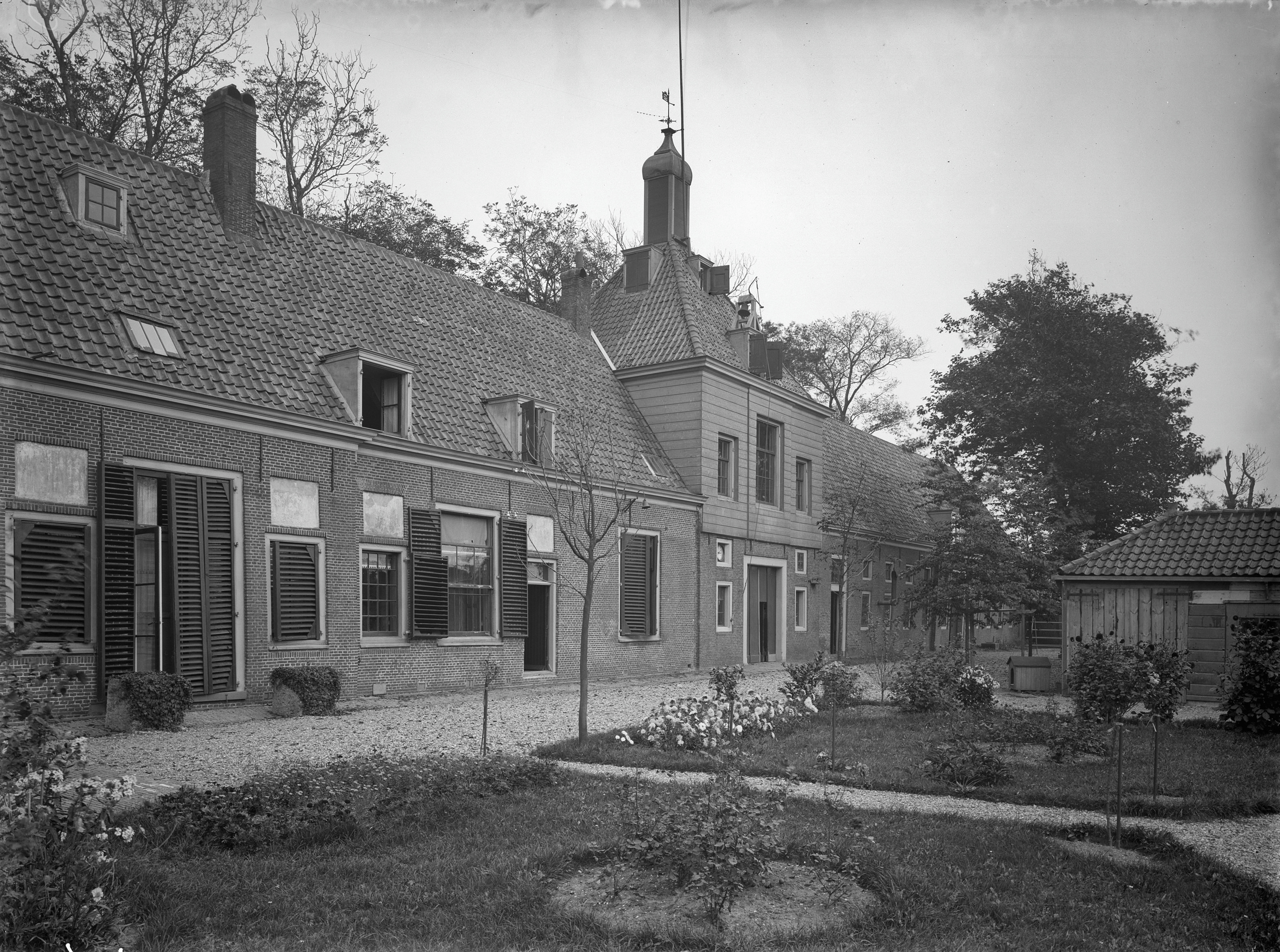
Gemeenlandshuis Spaarndam te Spaarndam

Het hoogheemraadschap van Rijnland is een van de eenentwintig waterschappen die Nederland telt. Het is gevestigd in Leiden. Het gebied waarin Rijnland werkt, strekt zich uit van Wassenaar tot Amsterdam en van IJmuiden tot Gouda. Dit gebied is 1175 vierkante kilometer groot en wordt aan de westkant begrensd door de Noordzee.

## Gebied
In 2019 woonden binnen de grenzen van het hoogheemraadschap 1,3 miljoen inwoners. De oppervlakte van 117.500 ha van Rijnland omvat, naast stedelijk gebied, circa 72.000 ha poldergebied (waarbinnen 176 polders), 15.000 ha boezemgebied, 8000 ha duingebied en 4500 ha boezemwater. De totale lengte van sloten en andere watergangen is 10.000 kilometer. Er zijn vier boezemgemalen met uitwateringssluizen: bij Spaarndam, Halfweg, Katwijk en Gouda, waar overtollig water wordt geloosd op respectievelijk het Noordzeekanaal (tweemaal), de Noordzee en de Hollandsche IJssel. Verder beschikt het hoogheemraadschap over 372 poldergemalen en rioolgemalen, 32 afvalwaterzuiveringsinstallaties en meer dan veertig stuwen, schutsluizen, spuisluizen en inlaatwerken voor het inlaten van zoetwater in tijden van droogte. 
De westelijke grens wordt gevormd door de Noordzee. Aan de noordkant grenst het gebied van het Hoogheemraadschap van Rijnland van Velsen tot aan de westkant van Amsterdam aan het hoogheemraadschap Hollands Noorderkwartier, in het noordoosten van Amsterdam tot aan Jacobswoude aan het waterschap Amstel, Gooi en Vecht, in het zuidoosten tot aan Bodegraven aan het hoogheemraadschap De Stichtse Rijnlanden. In het zuiden grenst het tussen Gouda en Zoetermeer aan het hoogheemraadschap van Schieland en de Krimpenerwaard. Ten westen daarvan loopt de grens langs Leidschendam en Wassenaar. Al vanaf de 13e eeuw wordt de zuidgrens met het hoogheemraadschap van Delfland gevormd door de Landscheidingsdijk (of Landscheiding), die noodzakelijk is omdat het waterpeil in Rijnland verschilt van dat in Delfland.

## Taken
Het waterschap Rijnland is in het gebied verantwoordelijk voor:
- Waterkwaliteitsbeheer: kwaliteit van het oppervlaktewater.
- Waterkering: duinen, dijken en kaden.
- Waterkwantiteitsbeheer: peilbeheer en voldoende bergingsmogelijkheden voor (zoet)oppervlaktewater.
- Baggeren: verwijderen of toedekken van chemische vervuiling van waterbodems.
- Natuur en milieu: water op een verantwoorde wijze inpassen volgens de voorschriften van de ruimtelijke ordening.

## Waterbeheer
Het waterschap bepaalt het waterpeil in sloten en plassen, en daarmee ook hoe hoog het grondwaterpeil staat. Het land mag niet uitdrogen, maar het mag ook niet te nat zijn. In Rijnland is het hoogheemraadschap hier verantwoordelijk voor. Het boezempeil is circa Normaal Amsterdams Peil (NAP) –0,60 m (winterstreefpeil: NAP –0,64 m, zomerstreefpeil:NAP –0,61 m).

## Geschiedenis
Het Hoogheemraadschap van Rijnland is het oudste officiële waterschap in Nederland. De eerste vermelding van Rijnland dateert uit 1255. Graaf Willem II van Holland verleende op 11 oktober van dat jaar een charter aan de heemraden met de strekking, dat voorgenomen waterwerken in de wijde omgeving eerst aan hen moeten worden voorgelegd. Dit document bevindt zich in het Rijnlands archief te Leiden. De basis van het Hoogheemraadschap ligt in de samenwerking van 15 (later 24) ambachten in de omgeving van Leiden die belang hadden bij een goede afvoer van het water. In 1286 vaardigde graaf Floris V van Holland een oorkonde uit waarin het waterbeheer van een groot gebied ten zuiden van het IJ werd geregeld. De zuidelijke grens met Delfland werd vastgesteld, waar een dijkje bij Voorschoten en Wassenaar voortaan de landscheiding vormde, de Landscheiding Rijnland-Delfland.

### Wateroverlast bij de Oude Rijn
Het hoogheemraadschap in het Hollandse Rijnland ontleent zijn bestaan aan de afwateringsproblematiek van het gebied langs de Oude Rijn tussen de westelijke grens van het Sticht Utrecht en de Noordzeekust. Na het dichtslibben van de Rijnmond bij Katwijk in de 12e eeuw werd gezocht naar alternatieve afwateringsmogelijkheden. Omstreeks 1160 nam de wateroverlast sterk toe. Door in opdracht van de Hollandse graaf Floris III een dam in de Oude Rijn te leggen ter hoogte van Zwammerdam, bij de grens tussen het Graafschap Holland en het Sticht Utrecht, wilden de Hollanders het water van de Rijn tegenhouden. Omdat Utrecht nu wateroverlast kreeg werd het conflict in 1165 voorgelegd aan keizer Frederik I Barbarossa, die beval dat het water ongehinderd moest kunnen doorstromen. Het water uit de omgeving van Woerden kon zo op Rijnland worden afgewaterd. In 1202 werd de uitspraak van de keizer nog eens herzien.

### Afwatering naar het IJ
De in 1202 gesloten overeenkomst tussen de opvolger van Floris III, graaf Dirk VII van Holland, en bisschop Dirk van Are van Utrecht wordt beschouwd als de oorsprong van het Hoogheemraadschap van Rijnland. In 1202 bepaalden beide partijen dat de dam bij Zwammerdam geopend moest blijven en dat op kosten van de Utrechtse gebieden drie kanalen van de Rijn naar het IJ gegraven mochten worden. Deze drie, de Heimanswetering, Woudwetering en Goog mondden uit in het Haarlemmermeer en via het Spaarne en Spaarndam werd het water naar het IJ afgevoerd. Al in 1204 waren de drie nieuwe waterwegen klaar. Om de afwatering te verbeteren werden in 1220 in de Wendeldijk, aan de zuidkant van het Leidsemeer, zeven spuisluizen (duikers) aangelegd. Holland zou het onderhoud van vier betalen, Utrecht dat van de overige drie.
Die verplichting voor het onderhouden van die spuisluizen werd in 1226 nog eens bekrachtigd, toen de graaf en de bisschop de kwestie van de afwatering voorlegden aan een gezant van paus Honrorius III. Hierbij werd bepaald dat beide partijen uitvoerende en controlerende taken dienden uit te voeren. Aan Hollandse zijde waren dit vertegenwoordigers van Rijnland. Of voor 1226 al een dergelijke organisatie aan de Woerdense / Utrechtse kant bestond, is onduidelijk. De bepalingen van 1226 wijzen erop dat in elk geval vanaf dat jaar een waterschapsorganisatie rondom Woerden optrad. Dit is het latere Groot-Waterschap van Woerden.
Nieuwe oplossingen werden gevonden door afwateringen vanaf de Oude Rijn naar het noorden te graven, waaronder de Heimanswetering, de Does en de Zijl, zodat het water uit de veengebieden in de omgeving van Leiden naar het noorden, via het Leidsemeer en het Oude Haarlemmermeer kon worden afgevoerd.

### Sluizen in Spaarndam
Na een verwoestende stormvloed in 1248 werd het Spaarne met een dam afgesloten. Het scheepvaartverkeer werd daardoor belemmerd. Hiervoor moest een nieuwe sluis komen. Deze Kolksluis was de vervanger van een overtoom (overhaal) waarmee kleine schepen aanvankelijk de dam konden passeren zonder door de sluis te gaan. Dit werd bevestigd in de oorkonde uit 1255 van graaf Willem II, die bepaalde dat er een schutsluis moest komen t.b.v. de scheepvaart van en naar Haarlem. Het Spaarne was onderdeel van de belangrijkste vaarroute tussen het noorden en het zuiden van het Graafschap Holland. Haarlem had belangrijke inkomsten van de tol die hier werd geheven. Door deze sluis werd de kwetsbaarheid van de waterkering vergroot, maar de scheepvaartbelangen gingen hier voor die van de waterbeheersing. Het sluizencomplex was het centrale punt van het Hoogheemraadschap. Daarom was er hier een Gemeenlandshuis, het huis 'Oosterwaal'. In 1641 werd dit uitgebreid met het nog bestaande Gemeenlandshuis Spaarndam, waarna het oude huis vanaf 1728 werd gesloopt.
Het Hoogheemraadschap hield toezicht op de sluizen bij Zwammerdam, de Wendeldijk, de sluizen in Spaarndam en de Spaarndammerdijk. Het onderhoud van de verschillende sluizen in Spaarndam was de verantwoordelijkheid van acht steden of dorpen binnen het Hoogheemraadschap met hun omgeving. Zo waren er omstreeks 1500 van west naar oost de Kolksluis Spaarndam, Eerste Woerdersluis, Alphensesluis, Aalsmeerdersluis, Alkemadersluis, Tweede Woerdersluis, Rietwijkersluis, Haarlemmersluis en Noordwijkersluis.
Na de aanleg van de spuisluizen in Halfweg in 1492 en de doorbraak tussen het Oude Haarlemmermeer en het Spieringmeer in 1506-1509 nam het belang van de sluizen in Spaarndam af ten gunste van de sluizen in Halfweg.
Op 1 oktober 1514 werd als gevolg van de Sint-Jeronimusvloed de dam met de acht spuisluizen over een lengte van driehonderd meter weggeslagen. Vervolgens werd een nieuwe dam met nieuwe sluizen aangelegd, waaronder de Kleine Haarlemmersluis, die in gebruik was van 1519 tot 1897. Uiteindelijk bleven er door samenvoeging en/of opheffing van de kleine sluisjes drie sluizen over: de Kolksluis Spaarndam (13e eeuw), de Woerdersluis uit 1611 en de Grote Sluis uit 1569. Sinds 1569 werd de Grote (Haarlemmer) Sluis tweemaal vervangen en gemoderniseerd als alternatief voor de Kleine Haarlemmersluis. In 1804 kwam 30 meter westelijker gelegen een nieuwe sluis gereed en in 1898 het exemplaar dat in 2009-2011 werd vervangen door de huidige sluis.

### Spaarndammerdijk
De Spaarndammerdijk vormde vanaf het begin de noordelijke grens van het Hoogheemraadschap. Deze dijk werd vanaf de eerste helft van de 13e eeuw aangelegd ter bescherming van het veenweidegebied ten zuiden van het nog niet drooggemaakte IJ. Met de afdamming van het Spaarne werden er tevens uitwateringssluizen aangelegd waardoor het water in het IJ en, vanaf 1872, het Noordzeekanaal, stroomde.
Ten oosten van Spaarndam waren de bewoners van de ambachten Spaarnwoude, Hofambacht, Houtrijk en Polanen, Osdorp, Sloterdijk en Sloten verantwoordelijk voor het onderhoud. Gedurende de 16e eeuw was er een conflict tussen het Hoogheemraadschap van Rijnland en de bewoners over de verantwoordelijkheid en kosten voor dijkreparatie en -onderhoud. Vanaf 1593 kwam de Spaarndammerdijk in z'n geheel voor rekening van Rijnland en was daarmee een van de eerste regionale dijken die gemeenschappelijk werd onderhouden. Ook de latere polders in dit gebied waterden af op de boezem van Rijnland. In 2003 werd het gebied van de vroegere ambachten Osdorp en Sloten (later gemeente Sloten, sinds 1921 gemeente Amsterdam) overgedragen aan het Waterschap Amstel, Gooi en Vecht (AGV), waarmee de Ringvaart van de Haarlemmermeerpolder de oostelijke begrenzing van Rijnland werd in plaats van de Schinkel / Kostverlorenvaart.

### Spuisluizen Halfweg en uitwatering bij Katwijk
Vanaf 1492 waren er ook Spuisluizen bij Polanen (tegenwoordig Halfweg), waardoor de afwateringscapaciteit werd vergroot. Sinds de ingebruikname van het nieuwe Boezemgemaal Halfweg in 1977 hebben zij geen functie meer, maar zij blijven bewaard als cultuurhistorisch monument.
In 15e eeuw werden er al plannen gemaakt voor een extra uitwatering bij Katwijk. In 1572 was hier al een bescheiden uitwatering, maar deze verzandde en werd als gevolg van oorlogsomstandigheden toen niet hersteld. In de 17e en 18e eeuw werden nieuwe plannen gemaakt. De stad Haarlem was echter tegenstander hiervan, maar na 1795 kon deze stad de uitvoering van het plan niet langer tegenhouden. Uiteindelijk was in 1807 de uitwatering bij Katwijk gereed. In 1881 werd er ook een stoomgemaal geplaatst, dat in 1954 werd vervangen door een elektrisch gemaal. Sinds 2013 heet dit Koning Willem-Alexandergemaal.

### Drooglegging Haarlemmermeer
Eind 1836 waren er twee grote stormen die het water van de Haarlemmermeer opstuwde tot de stadspoorten van Amsterdam (in november) en van Leiden (in december). In 1837 besloot koning Willem I dat het meer moest worden drooggemalen. Het plan hiervoor liet op zich wachten, maar toen in 1839 Amsterdam en Leiden weer te kampen hadden met wateroverlast kwam de zaak in een stroomversnelling. In mei 1840 werd begonnen met de aanleg van de Ringvaart en na acht jaar was de ringdijk gereed. In 1848 startte het Gemaal De Leeghwater (bij de Kaag) en een jaar later kwamen daar Gemaal De Cruquius en Gemaal De Lynden bij. Op 1 juli 1852 droog.
Het Grote Haarlemmermeer vormde het hart van de Rijnlandse boezem. Het droogleggen van de Haarlemmermeer betekende een significante reductie van Rijnlandsboezem van 22.000 naar 4000 hectare. Hierdoor kon veel minder water in de boezemwateren worden opgeslagen. Daarom werden er in 1844 en 1852 bij Spaarndam en Halfweg stoomgemalen gebouwd, om het water sneller te kunnen afvoeren: het Gemaal Spaarndam (sinds 1936 dieselgemaal) en het Stoomgemaal Halfweg, in 1977 vervangen door het elektrische Boezemgemaal Halfweg.
Ook aan de zuidkant van het gebied van het Hoogheemraadschap kwam een extra stoomgemaal, bij Gouda in 1857. Hier kan bij droogte tevens zoetwater worden ingelaten uit de Hollandsche IJssel. In 1936 werd het vervangen door een dieselgemaal, het Mr. P.A. Pijnacker Hordijkgemaal.

### Piekwaterberging Haarlemmermeer
Mede door de klimaatverandering neemt de kans op veel neerslag in een korte tijd toe. De capaciteit van de gemalen zou tekort kunnen schieten dit water tijdig af te voeren, met wateroverlast tot gevolg. Bij de Kaag, in het zuiden van de Haarlemmermeerpolder, is een  piekberging aangelegd om het overtallige water in het werkgebied van het hoogheemraadschap tijdelijk op te vangen. Langs de Ringvaart is een groot stuk land van 67 hectare omdijkt en hier kan ongeveer 1 miljoen m³ water worden ingelaten en opgevangen. Is de waterstand in de boezem genormaliseerd, dat laat Rijnland de berging leeglopen en kan kan land weer worden gebruikt voor het grazen van vee.

### Inlaat van zoetwater
Als in tijden van droogte als gevolg van een te hoog zoutgehalte het inlaten van zoetwater uit de Hollandsche IJssel via Gouda niet mogelijk is, kan er ook zoetwater worden ingelaten door het Hoogheemraadschap De Stichtse Rijnlanden uit het Amsterdam-Rijnkanaal en via de Oude Rijn naar Bodegraven of uit de Lek via de Lopikerwaard naar de Gekanaliseerde Hollandsche IJssel en verder via de Enkele Wiericke naar de Oude Rijn richting Bodegraven. Een andere mogelijkheid is uit het Amsterdam-Rijnkanaal, via het Merwedekanaal en de Doorslag, naar de Gekanaliseerde Hollandsche IJssel en verder naar Bodegraven. Zo nodig kan het zoetwater worden doorgevoerd naar het Hoogheemraadschap van Delfland (via de Vliet) en het Hoogheemraadschap van Schieland en de Krimpenerwaard (via de Gouwe).

## Gemeenlandshuizen
Het hoogheemraadschap was sinds 1578 gevestigd in het Gemeenlandshuis van Rijnland aan de Breestraat in Leiden. Sinds enige jaren is het ondergebracht in een modern kantoorgebouw aan de westkant van Leiden. In Halfweg en Spaarndam staan nabij de sluizen ook nog historische gebouwen van het hoogheemraadschap, het Gemeenlandshuis Swanenburg en het Gemeenlandshuis Spaarndam.

## Rijnlandse lengte- en oppervlaktematen
Vanaf het einde van de zestiende eeuw werden de in Rijnland gebruikte lengte- en oppervlaktematen een standaard voor een groot deel van Nederland en werden deze vaak naast allerlei plaatselijke maten gebruikt. In 1806 werd het Rijnlandse stelsel de officiële standaardmaat van het Koninkrijk Holland, totdat in 1810 het metrisch stelsel werd ingevoerd.

### Lengtematen
- Rijnlandse roede is 3,767 meter (= 12 voet)
- Rijnlandse voet is 31,4 centimeter (= 12 duim)
- Rijnlandse duim is 2,61 centimeter (= 12 lijn)
- Rijnlandse lijn is 0,21 centimeter

### Oppervlaktematen
- Rijnlandse morgen is 0,85 hectare (= 2 gemeten = 6 hond = 600 roeden)
- Rijnlandse gemet is 0,425 hectare (= 3 hond)
- Rijnlandse hond is 0,14 hectare (= 100 roeden)
- Rijnlandse roede is 14,19 vierkante meter

## Samenvoeging en opheffing van de inliggende waterschappen
Het Hoogheemraadschap van Rijnland was een overkoepelend waterschap, waarin een groot aantal kleinere waterschappen lagen. Deze "inliggende" waterschappen waren gedeeltelijk afhankelijk van Rijnland.
Per 1 januari 1979 werden alle polders en waterschappen binnen Rijnland samengevoegd tot zes grote waterschappen en twee "polderafdelingen".
De polderafdelingen omvatten de polders in het gebied van de geestgronden in het westen van Rijnland.
- De Polderafdeling Middengeest (1979-1989) omvatte de polders ten noorden van de Oude Rijn;
- De Polderafdeling Zuidgeest (1979-1989) omvatte de polders ten zuiden van de Oude Rijn.

De zes nieuwe waterschappen waren zelfstandig. Zij stonden niet meer onder toezicht van het Hoogheemraadschap, maar onder de provincie.
In Noord-Holland: 
- het Waterschap Groot-Haarlemmermeer (1979-2004), gevestigd in Hoofddorp

In Zuid-Holland ten noorden van de Oude Rijn:
- De Aarlanden (1979-1993), met zetel in Ter Aar
- De Oude Veenen (1979-1989), in Leiderdorp

in Zuid-Holland ten zuiden van de Oude Rijn:
- De Gouwelanden (1979-1998), in Gouda
- Noordwoude (1979-1989), in Hazerswoude
- De Ommedijck (1979-1989), in Zoetermeer

In 1990 werd De Oude Venen met de beide polderafdelingen Middengeest en Zuidgeest samengevoegd tot een nieuw waterschap:
- De Veen- en Geestlanden (1990-1993), met zetel in Leiderdorp.

Eveneens in 1990 werden de waterschappen Noordwoude en De Ommedijck samengevoegd tot:
- Meer en Woude (1990-1999), in Zoetermeer.

In 1994 werden de waterschappen De Aarlanden en De Veen- en Geestlanden samengevoegd tot:
- De Oude Rijnstromen (1994-2004), in Leiderdorp.

In 1999 vervolgens werden de waterschappen De Gouwelanden en Meer en Woude samengevoegd tot:
- Wilck en Wiericke (1999-2004), in Waddinxveen.

Van 1999 tot 2004 waren er nog drie inliggende waterschappen overgebleven: Groot-Haarlemmermeer, De Oude Rijnstromen en Wilck en Wiericke. Deze gingen per 1 januari 2005 op in het Hoogheemraadschap van Rijnland, zodat er nu nog maar één waterschap in het gebied van Rijnland is. Voor de namen van de inliggende waterschappen van vóór 1979 zie de artikelen over de waterschappen en polderafdelingen van 1979.